# 1894 en philosophie
Chronologie de la philosophie
- 1890
- 1891
- 1892
- 1893
- 1894
- 1895
- 1896
- 1897
- 1898

L’année 1894 a été marquée, en philosophie, par les événements suivants :

## Publications
- La Philosophie de la liberté, de Rudolf Steiner.
- Publication à titre posthume de la troisième partie du Capital, rédigé par Friedrich Engels à partir des brouillons de Karl Marx.

## Naissances
- 22 mai : Friedrich Pollock, économiste et philosophe allemand, mort en 1970.
- 16 novembre : Richard Coudenhove-Kalergi, philosophe autrichien, mort en 1972.

## Décès
- 22 avril : Jules Lagneau, professeur français de philosophie, né en 1851, mort à 42 ans.